# Mariene ecoregio Shark Bay
De Mariene ecoregio Shark Bay (210) (Engels: Shark Bay marine ecoregion) is een biogeografische regio en ligt in het oosten van de Indische Oceaan in de Mariene provincie West-Centraal Australisch Plat (58) in het Marien rijk Gematigd Australazië. De mariene ecoregio is vastgesteld door het World Wide Fund for Nature en The Nature Conservancy en is vernoemd naar de Shark Bay.
In het noorden grenst het gebied aan de mariene ecoregio Ningaloo (145) en in het zuiden aan de mariene ecoregio Houtman (211).

## Geografie
De mariene ecoregio ligt in het oosten van de Indische Oceaan voor de westkust van Australië. Het gebied strekt zich uit van de kust ter hoogte van het Lake MacLeod tot aan de plaats Kalbarri. Het omvat onder andere de Shark Bay.
Door het gebied stromen de Leeuwinstroom en de West-Australische stroom.

## Biogeografie
Het gebied kent zeeleven dat houdt van gematigde temperaturen.